# Шилдс (округ Додж, Вісконсин)
Шилдс (англ. Shields) — місто (англ. town) в США, в окрузі Додж штату Вісконсин. Населення — 503 особи (2020).

## Демографія
Згідно з переписом 2010 року, у місті мешкали 554 особи в 219 домогосподарствах у складі 164 родин. Було 223 помешкання
Расовий склад населення:
| - 97,3 % — білих - 0,7 % — чорних або афроамериканців |

До двох чи більше рас належало 1,4 %. Частка іспаномовних становила 2,0 % від усіх жителів.
За віковим діапазоном населення розподілялося таким чином: 19,7 % — особи молодші 18 років, 63,2 % — особи у віці 18—64 років, 17,1 % — особи у віці 65 років та старші. Медіана віку мешканця становила 46,1 року. На 100 осіб жіночої статі у місті припадало 120,7 чоловіків;  на 100 жінок у віці від 18 років та старших — 124,7 чоловіків також старших 18 років.
Середній дохід на одне домашнє господарство  становив 63 763 долари США (медіана — 57 125), а середній дохід на одну сім'ю — 72 189 доларів (медіана — 67 500). Медіана доходів становила 45 714 долари для чоловіків та 36 071 долар для жінок. За межею бідності перебувало 8,9 % осіб, у тому числі 13,0 % дітей у віці до 18 років та 7,0 % осіб у віці 65 років та старших.
Цивільне працевлаштоване населення становило 283 особи. Основні галузі зайнятості: виробництво — 20,1 %, освіта, охорона здоров'я та соціальна допомога — 19,4 %, будівництво — 16,6 %.